# Anthene stempfferi
Anthene stempfferi är en fjärilsart som beskrevs av Storace 1954. Anthene stempfferi ingår i släktet Anthene och familjen juvelvingar. Inga underarter finns listade i Catalogue of Life.